# Tinodes
Tinodes är ett släkte av nattsländor. Tinodes ingår i familjen tunnelnattsländor.

## Bildgalleri

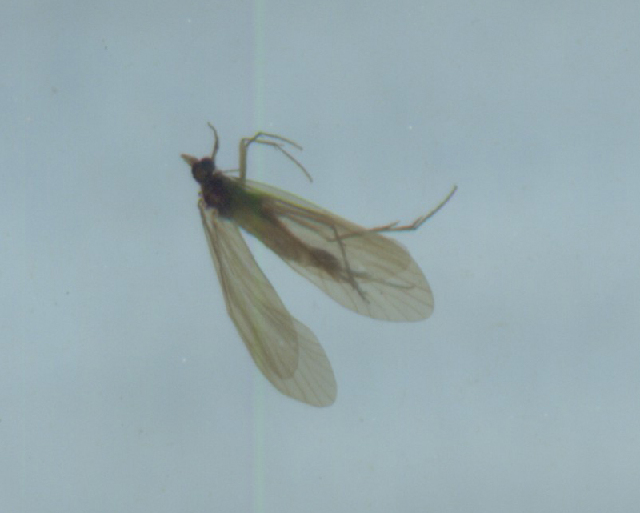
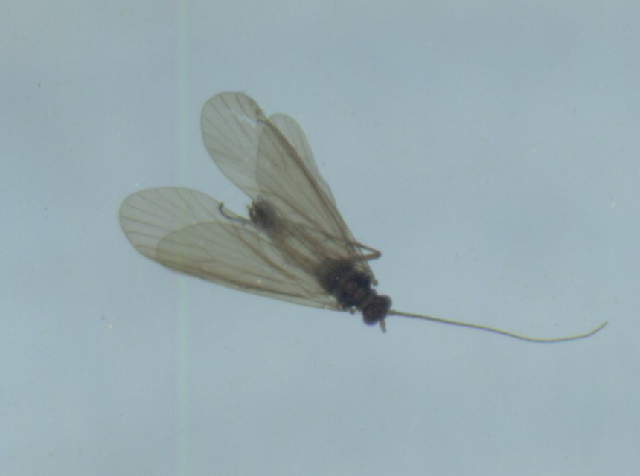
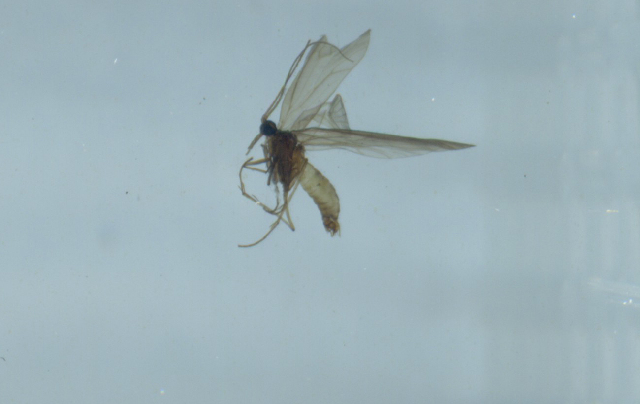
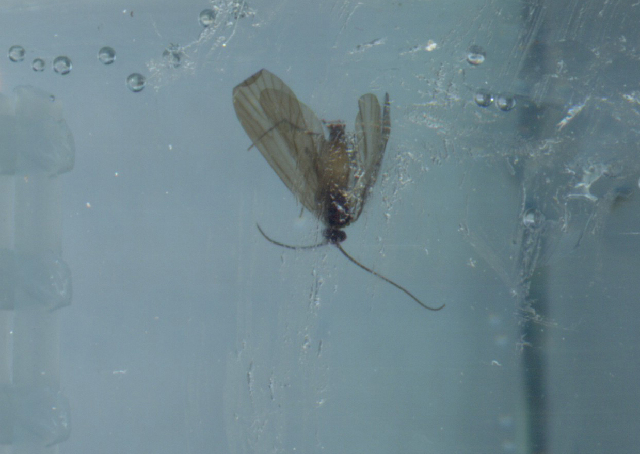
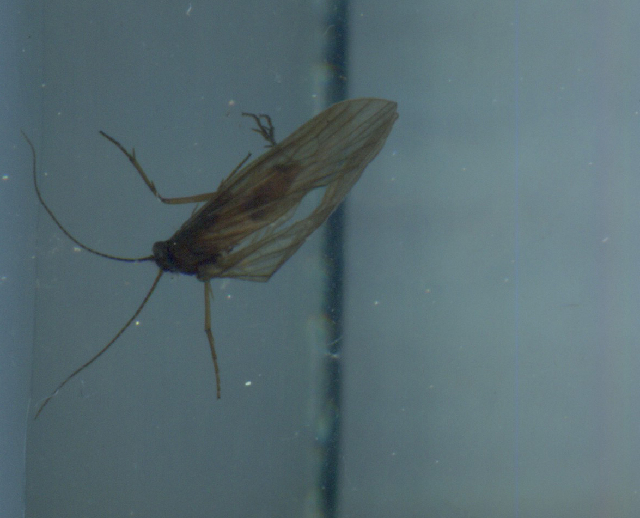

## Dottertaxa tillTinodes, i alfabetisk ordning[1][2]
- Tinodes aberrans
- Tinodes achaemenides
- Tinodes acheron
- Tinodes achtachastra
- Tinodes adhrichta
- Tinodes adjaricus
- Tinodes adjunctus
- Tinodes adlmannsederi
- Tinodes aequispinosus
- Tinodes agaricinus
- Tinodes aisakos
- Tinodes akanda
- Tinodes akantaka
- Tinodes alepochori
- Tinodes algiricus
- Tinodes aligi
- Tinodes alpachastra
- Tinodes altsahir
- Tinodes amadai
- Tinodes amtkela
- Tinodes anakkunci
- Tinodes analoka
- Tinodes anemoessa
- Tinodes anibhrita
- Tinodes aningalani
- Tinodes annulatus
- Tinodes antequeruelus
- Tinodes antonioi
- Tinodes aonensis
- Tinodes aprakrita
- Tinodes apteryx
- Tinodes apuanorum
- Tinodes arala
- Tinodes aravil
- Tinodes archliocos
- Tinodes arcuatus
- Tinodes asangha
- Tinodes ashigaranis
- Tinodes aspoeckae
- Tinodes assimilis
- Tinodes atichastra
- Tinodes austrotagalica
- Tinodes baenai
- Tinodes bahuchakha
- Tinodes belisus
- Tinodes bergerardi
- Tinodes beysehirensis
- Tinodes bicuspidalis
- Tinodes bosuso
- Tinodes braueri
- Tinodes bruttius
- Tinodes calamintana
- Tinodes canariensis
- Tinodes caputaquae
- Tinodes cascadius
- Tinodes cheitani
- Tinodes chinchinus
- Tinodes chrinidhara
- Tinodes cincibilus
- Tinodes cinereus
- Tinodes collinus
- Tinodes compacta
- Tinodes conjunctus
- Tinodes consuetus
- Tinodes cortensis
- Tinodes cryptophallicata
- Tinodes curvatus
- Tinodes dentatus
- Tinodes dependens
- Tinodes difficilis
- Tinodes dirghachastra
- Tinodes dives
- Tinodes erato
- Tinodes estivalsi
- Tinodes fiumaltoensis
- Tinodes flavopunctatus
- Tinodes foedellus
- Tinodes formosae
- Tinodes fratakara
- Tinodes furcata
- Tinodes gabriella
- Tinodes ghobarama
- Tinodes griseus
- Tinodes gueneyensis
- Tinodes higashiyamanus
- Tinodes horstaspoecki
- Tinodes igok
- Tinodes ihalauwi
- Tinodes inaequispinosus
- Tinodes israelicus
- Tinodes janssensi
- Tinodes jicha
- Tinodes kadiellus
- Tinodes kanerquorum
- Tinodes karadere
- Tinodes karkii
- Tinodes kawiensis
- Tinodes kemerensis
- Tinodes kimminsi
- Tinodes kypselos
- Tinodes lavidhara
- Tinodes lebeli
- Tinodes locuples
- Tinodes lomholdti
- Tinodes luhurensis
- Tinodes luscinia
- Tinodes maclachlani
- Tinodes maculicornis
- Tinodes makedonicus
- Tinodes mandalagana
- Tinodes manni
- Tinodes marae
- Tinodes maroccanus
- Tinodes matangana
- Tinodes megalopompos
- Tinodes meleagris
- Tinodes memorabilis
- Tinodes merula
- Tinodes micrapteryx
- Tinodes miostyllos
- Tinodes miyakonis
- Tinodes mogetius
- Tinodes multispinosus
- Tinodes muticus
- Tinodes nakhayukta
- Tinodes natichastra
- Tinodes negevianus
- Tinodes nehirae
- Tinodes ongkot
- Tinodes oyae
- Tinodes pallidulus
- Tinodes paludigenus
- Tinodes parsnai
- Tinodes parvulus
- Tinodes parvus
- Tinodes patagana
- Tinodes peterressli
- Tinodes petulades
- Tinodes physetes
- Tinodes piquatellii
- Tinodes pluvialis
- Tinodes polifurculatus
- Tinodes pollicaris
- Tinodes polyhymnia
- Tinodes popovi
- Tinodes portolafia
- Tinodes powelli
- Tinodes prihatmoi
- Tinodes prisatkayukta
- Tinodes prithulavi
- Tinodes provo
- Tinodes pujungan
- Tinodes pullulans
- Tinodes pusillus
- Tinodes radonus
- Tinodes ragar
- Tinodes ragu
- Tinodes rainus
- Tinodes rauschi
- Tinodes reisseri
- Tinodes reminigia
- Tinodes rethimnon
- Tinodes retortus
- Tinodes reuso
- Tinodes rostocki
- Tinodes saltuum
- Tinodes sanctus
- Tinodes sarisa
- Tinodes sateius
- Tinodes sauteri
- Tinodes schusteri
- Tinodes serifos
- Tinodes sigodana
- Tinodes sigodanus
- Tinodes silvicolus
- Tinodes siskiyou
- Tinodes sitto
- Tinodes sumatrensis
- Tinodes sylvia
- Tinodes tabonica
- Tinodes tagalicus
- Tinodes tegenungan
- Tinodes tejita
- Tinodes tichtrya
- Tinodes timotii
- Tinodes tohmei
- Tinodes tricalcaratus
- Tinodes triomdys
- Tinodes triznai
- Tinodes tuberosa
- Tinodes tunisicus
- Tinodes turanicus
- Tinodes turbulentus
- Tinodes twilus
- Tinodes unicolor
- Tinodes unidentatus
- Tinodes usillus
- Tinodes utchringita
- Tinodes utchunalinga
- Tinodes vadichayudha
- Tinodes waeneri
- Tinodes valvatus
- Tinodes ventralis
- Tinodes verethraghna
- Tinodes wodgabay
- Tinodes vristchika
- Tinodes wuyuanensis
- Tinodes yuecelaskini
- Tinodes zelleri